# Store Rugtved
Store Rugtved er en herregård, beliggende ca. 15 km syd for Sæby, i Albæk Sogn i Frederikshavn Kommune. Hovedbygningen er opført 1855. Samtidig blev avlsgården nedrevet og gården er i dag på 50 hektar.

## Rugtved Borg
Kong Valdemar Atterdag erhverede borgen Rugtved, der skal have været af betydelig størrelse. Den havde før den tid antagelig tilhørt Claus Limbek. Senere udkøber dronning Margrethe 1. yderligere andre arvingers rettigheder, men sidenhen blev den pantsat. I 1393 skænkede dronningen for sin sjælemesse Rugtved til Børglum bispestol. Det skete dog med den betingelse, at "bygningen, både sten og træ, som nu er på nævnte gård Rugtved, straks skulle nedbrydes og bruges til domkirkens bygning i Børglum". Hermed ville dronningen sikre, at borgen ikke i fremtiden kunne bruges af kronens fjender.

## Voldstedet
Fra den gamle borg er bevaret et stort voldsted, der dog er delvist ødelagt i 1800-tallet. De arkæologiske undersøgelser har sandsynliggjort, at borgen blev opført i begyndelsen af 1300-tallet, og den således har haft sit stærke befæstningsanlæg før de urolige år under holstenervældet i 1330'erne. 

## Ejere af Store Rugtved
- (ca. 1300-1393) Kronen
- (1393-1536) Børglum bispestol
- (1536-1544) Kronen
- (1544-1576) Hans Eilersen Jyde
- (1576-1585) Otte Banner
- (1585-1604) Ingeborg Skeel (enke)
- (1604-1608) Otte Banner og Ingeborg Skeels arvinger
- (1608-1611) Hans Axelsen Arenfeldt (I. Skeels fætter)
- (1611-1658) Jørgen Arenfeldt (søn)
- (1658-ca. 1662) Ellen Arenfeldt(datter)
- (ca. 1662-1675) Manderup Parsberg (ægtemand)
- (1675-1683) Manderup Parsbergs arvinger (?)
- (1683-1684) Jens Poulsen Kolding
- (1684-1698) Peder Hansen Müller
- (1698-1699) Ebbe Ulfeldt Gjedde (svigersøn)
- (1699-1725) Kirsten Hansdatter, Søren Nielsen Müller m.fl. (?)
- (1725-1750) Jens Müller (Karen Hansdatters søn)
- (1750-1780) Peder Reedtz
- (1780-1791) Holger Reedtz-Thott (søn)
- (1791-1818) Jens og Niels Andersen Steenild
- (1818-1847) Anders Christensen Steenild (nevø)
- (1847) Otto Reedtz-Thott
- (1847-1886) Johan Heinrich Ahnfeldt
- (1885-1895) Enke Fru Ahnfeldt
- (1895-1905) Johan Heinrich Ahnfeldt (søn)
- (1905-1907) A. Dons
- (1907-?) Ole Rasmussen
- (?-1956) Christian Rasmussen (søn)
- (1956-?) Jens Larsen